# Poyntonia paludicola
Poyntonia paludicola là một loài động vật lưỡng cư thuộc chi đơn loài Poyntonia trong họ Pyxicephalidae, thuộc bộ Anura. Loài này không bị đe dọa tuyệt chủng.